# بيرسي هيكي
بيرسي هيكي (بالإنجليزية: Percy Hickey)‏ هو لاعب اتحاد الرغبي نيوزيلندي، ولد في 28 أبريل 1899 في Rahotu ‏ في نيوزيلندا، وتوفي في 21 ديسمبر 1943 في Double Bay ‏ في أستراليا.